# Solution à deux États
 (avril 2025).

Affiche d'un mouvement pacifiste : les drapeaux israélien et palestinien et le mot « paix » écrit en arabe et en hébreu. De telles images sont diffusées par les partisans de la solution à deux États.

La solution à deux États est un projet de règlement du conflit israélo-palestinien proposant la création de deux États distincts dans la région géographique de Palestine, l'un arabe et l'autre juif. Elle s'oppose à la solution à un seul État, dit « État binational », dans lequel vivraient Israéliens et Palestiniens.
Elle trouve son origine dans la résolution 181 des Nations unies, qui recommande un plan de partage de l'ancienne Palestine mandataire et de la création de deux États : l'État d'Israël et un État arabe plus un statut spécial pour la ville de Jérusalem. Son rejet immédiat par la partie arabe marque le début du conflit israélo-palestinien. La solution à deux États est régulièrement examinée par les principales parties au conflit dans le cadre du processus de paix israélo-palestinien, notamment lors de la conférence d'Annapolis en novembre 2007.
En 1974, la résolution 194 des Nations unies sur le « règlement pacifique de la question de la Palestine » appelle à « deux États, Israël et la Palestine... côte à côte à l'intérieur de frontières sûres et reconnues », ainsi qu'une « résolution juste de la question des réfugiés, conformément à l'ONU »,,. La dernière résolution, en novembre 2013, est adoptée par 165 voix contre 6 avec 6 abstentions, Israël et les États-Unis ayant voté contre. Selon cette résolution, les frontières de l'État de Palestine seraient « fondées sur les frontières d'avant 1967 », comprenant donc la Cisjordanie, la bande de Gaza et Jérusalem-Est avec la vieille ville, principal point d'achoppement de cette solution. Durant le sommet arabe de Fès de 1982, le concept est adopté par des dirigeants palestiniens. Cependant, le gouvernement israélien considère cette tentative des Palestiniens pour obtenir la reconnaissance de l'État de Palestine, unilatérale, comme incompatible avec un accord négocié à deux États.
En décembre 2022, le soutien à une solution à deux États était de 33 % parmi les Palestiniens, de 34 % parmi les Juifs israéliens et de 60 % parmi les Arabes israéliens. 82 % des Juifs israéliens et 75 % des Palestiniens pensaient que l’autre camp n’accepterait jamais l’existence de leur État indépendant.
Avant l’attaque du 7 octobre, selon Gallup, seulement 24 % des Palestiniens soutenaient une solution à deux États, contre 59 % en 2012.
Plusieurs évènements tentent d'instaurer la solution à deux États : la conférence de Madrid (1991), les accords d'Oslo (1993), le Sommet de Camp David II (2000), qui échoue, le sommet de Taba (début 2001), l'Initiative de paix arabe (2002), proposée au sommet de la Ligue arabe 2002, une autre tentative de paix échoue en 2013-2014.
Le rejet répété de la solution à deux États par les dirigeants arabes et les Autorités palestiniennes a toujours été perçu comme un refus profondément enraciné de reconnaître la légitimité d’un État juif sur quelque partie de la Palestine que ce soit. Pour les dirigeants juifs, toute proposition de solution à deux États représentait une tentative sérieuse de parvenir à une solution juste et équilibrée, qui réconciliait les revendications historiques des Juifs sur cette terre avec un désir pragmatique de coexistence. Le Plan de partage de la Palestine par les Nations Unies de 1947, qui prévoyait la création d’un État juif et d’un État arabe, a été accepté par les dirigeants juifs comme un compromis raisonnable pour l’établissement d’une patrie. En revanche, son rejet par les dirigeants arabes et palestiniens a renforcé, pour de nombreux Israéliens, la perception d’un refus de reconnaître les aspirations nationales juives, accentuant ainsi l’idée que l’autodétermination juive en Israël était menacée sur le plan existentiel.
Après les guerres de 1948, 1967 et 1973, qui ont consolidé cette conviction, toute proposition israélienne d’échanger des terres contre la paix – telles que les concessions significatives lors des accords de Camp David en 2000 et des pourparlers d'Annapolis en 2008 – était considérée comme un sacrifice important pour un État petit et stratégiquement vulnérable. Chaque refus a intensifié le scepticisme quant au fait que les dirigeants palestiniens privilégiaient l’opposition à la coexistence. En Israël, la reconnaissance de son droit à exister en tant qu’État juif était considérée comme la pierre angulaire de tout processus de paix. Le rejet répété de ce principe a suscité des doutes quant à la possibilité d’une véritable acceptation et d’une paix durable, même avec des compromis territoriaux. Cette crainte a alimenté la perception selon laquelle l’objectif ultime des dirigeants arabes pourrait être la dissolution définitive de l’État juif.
Les propositions successives en faveur d'une solution à deux États ont provoqué un débat considérable au sein d’Israël et, du point de vue israélien, ont entraîné des concessions douloureuses mais jugées nécessaires – telles que des propositions de division de Jérusalem ou de retrait de certains territoires – comportant toutes des risques importants dans la poursuite de la paix. Lorsque ces efforts ont été rejetés ou n’ont suscité aucune contre-offre, ils ont été interprétés comme la preuve d'une réticence des Palestiniens à s’engager dans de véritables négociations. De plus, les divisions internes palestiniennes, entre des groupes tels que le Fatah et le Hamas, ont posé d'importants obstacles à la paix ; chaque concession israélienne a été affaiblie par des groupes qui rejetaient fondamentalement le droit d'Israël à exister. Le rejet explicite d’Israël par le Hamas a accru les craintes qu’un accord de paix avec un groupe puisse être compromis par un autre. Pour de nombreux Israéliens, cela reflétait à la fois une opposition idéologique et une incapacité pratique à s’entendre sur les conditions d'une paix stable.
Un autre point critique, la revendication d’un droit au retour des réfugiés palestiniens et leurs descendants, est considéré comme incompatible avec un État juif et menace l’équilibre démographique d’Israël. Cette insistance sur un « droit au retour » est perçue comme une atteinte existentielle à la souveraineté d'Israël, alimentant ainsi de nouveaux doutes quant à l'engagement palestinien en faveur d’un Israël sûr et à majorité juive. Par conséquent, les rejets répétés, par les Arabes et les Palestiniens, des offres de deux États sont interprétés non seulement comme des revers diplomatiques, mais également comme une preuve d’une réticence fondamentale à reconnaître la légitimité d’Israël et sa volonté de paix. Cela alimente le scepticisme quant à la possibilité d’obtenir la paix autrement que par une reconnaissance authentique de l'existence sécurisée et indépendante d'Israël.

## Histoire de la solution à deux États
La première proposition de création de deux États, juif et arabe, remonte à 1937, lors de la Commission Peel, en Palestine mandataire. Elle est rejetée par la communauté arabe de Palestine,, et acceptée par la plupart des dirigeants juifs[réf. nécessaire]. En 1947, le plan de partage de la Palestine propose aussi une solution à deux États, avec Jérusalem sous contrôle international. La solution à deux États a été fondée par la Résolution 181 des Nations unies, adoptée par l'Assemblée générale de l'ONU le 29 novembre 1947, 33 pays votant pour, 13 contre et 10 s'abstenant. Le plan de partition est accepté par les dirigeants juifs[réf. nécessaire], mais rejeté par les dirigeants arabes et palestiniens[réf. nécessaire], opposés à toute présence juive indépendante. La Guerre israélo-arabe de 1948-1949 met fin au mandat britannique, avec les accords d'armistice israélo-arabes de 1949. À l'issue de cette guerre a lieu l'exode (fuite ou expulsion) de 711 000 palestiniens, ce que les Palestiniens nomment Nakba… parallèlement à cette Nakba, … une autre exode , en effet, 800 000 juifs fuient la Syrie, le Liban, l'Iran.

### Résolution 242 de l'ONU et reconnaissance des droits des Palestiniens
Après la guerre des Six-Jours, le Conseil de sécurité des Nations unies fait passer, à l'unanimité, la résolution 242 qui demande le retrait des territoires occupés d'Israël. En échange, la « clôture de toute revendication ou état de belligérance » et la « reconnaissance de la souveraineté, de l'intégrité territoriale et de l'indépendance politique de chaque État de la région » seraient appliquées. L'Organisation de Libération de la Palestine (OLP, fondée en 1964), critique cette résolution. D'après elle, c'est une réduction du conflit au problème des réfugiés:18. En septembre 1974, 56 États membres proposent que la « question de la Palestine » figure à l'ordre du jour de l'Assemblée générale. En novembre 1974, l'assemblée générale énonce les droits des Palestiniens, qui comportent « le droit à l'autodétermination sans interférence extérieure », « le droit à une indépendance et une souveraineté nationales », et « le droit de regagner leurs propriétés ». Depuis, ces droits sont affirmés chaque année.

### Acceptation d'une solution à deux États par l'OLP
Dans les années 1970, l'homme politique palestinien Said Hammami (en) laisse entendre que l'OLP accepte la solution à deux États, qui reçoit le soutien de l'Assemblée générale des Nations unies. En juin 1976, il est proposé au Conseil de sécurité de rétablir les frontières d'avant 1967. Les États-Unis y mettent leur véto : selon eux, la solution à deux États est pertinente mais doit être négociée par les parties.
Le 15 novembre 1988, la Déclaration d'indépendance de la Palestine se réfère au plan de partage de la Palestine de 1947 et plus généralement aux « résolutions de l'ONU depuis 1947 ». Elle est interprétée comme une reconnaissance, indirecte, de l'État d'Israël et une acceptation de la solution à deux États. Le plan de partition est évoqué pour légitimer l'État palestinien. Ultérieurement, le soutien à Israël est clarifié,.

## Efforts diplomatiques

Reconnaissance d'Israël seulement
Reconnaissance d'Israël et de l'État palestinien
Reconnaissance de la Palestine seulement

En 1975, l'Assemblée générale crée le Comité pour l'exercice des droits inaliénables du peuple palestinien. En 1976, le Comité présente deux séries de recommandations, l'une concernant le droit des Palestiniens au retour dans leurs foyers et leurs propriétés, et l'autre leurs droits à l'autodétermination, à l'indépendance nationale et à la souveraineté. Le Conseil de sécurité a discuté des recommandations mais ne parvient à aucune décision en raison du vote négatif des États-Unis. Après le début de la Première Intifada (1987), un travail diplomatique est exercé pour tenter d'instaurer la solution à deux États : il commence avec la Conférence de Madrid de 1991. En 1993, les accords d'Oslo divisent officiellement la Palestine en trois territoires administratifs et encadrent légalement les frontières entre Israël et la Palestine. Le sommet de Camp David en 2000, et en janvier 2001, et les négociations à Taba en janvier 2001, ne débouchent sur aucune décision. Le violent déclenchement de la deuxième Intifada en 2000 montre la désillusion du public palestinien face aux accords d'Oslo et convainc de nombreux Israéliens que les négociations sont vaines.
Les dirigeants saoudien et américain discutent de la solution à deux États. En 2002, le prince Abdallah d'Arabie saoudite propose l'Initiative de paix arabe, soutenue à l'unanimité par la Ligue arabe. Elle est cependant rejetée par le gouvernement israélien qui refuse d'en débattre. George W. Bush, en 2002, annonce son soutien pour un État palestinien, ouvrant la voie de la résolution 1397 du Conseil de sécurité des Nations unies (en), soutien de la solution à deux États,[réf. incomplète].
En juin 2007, le conflit Fatah-Hamas, qui oppose deux organisations palestiniennes, aboutit au contrôle de la bande de Gaza par le Hamas. L'autorité palestinienne est fragmentée en deux lignes politiques qui revendiquent chacune la représentation du peuple palestinien. Le Fatah contrôle l'autorité palestinienne en Cisjordanie et le Hamas gouverne Gaza.
En novembre 2007, lors de la conférence d'Annapolis, trois parties - Israël, l'OLP et les États-Unis - s'accordent sur la solution à deux États. Cependant, aucun accord n'est conclu.
En 2013-2014, John Kerry, alors secrétaire d'État des États-Unis, guide les pourparlers de paix de 2013-2014, qui ne débouchent sur aucun arrangement.

## Viabilité
En 2010, les pourparlers doivent reprendre. Cependant, l'extension des colonies israéliennes, soutenue par le gouvernement israélien, réduit les terres dont l'État palestinien disposerait. Les Palestiniens et Israéliens de gauche doutent alors de la viabilité de cette solution.
En janvier 2012, d'après le rapport des chefs de mission de l'Union européenne sur Jérusalem-Est, le déploiement des colonies et la fragilité de la population de Jérusalem-Est et de la zone C rendent peu probable la solution à deux États. Ce rapport est rejeté par le ministère israélien des affaires étrangères, qui le juge « fondé sur une description partielle, biaisée et unilatérale du terrain ».
En mai 2012, le Conseil de l'Union européenne déclare sa « profonde préoccupation face aux développements sur le terrain qui menacent de rendre impossible une solution à deux États ».
Le 29 novembre 2012, l'assemblée générale de l'ONU reconnaît à la Palestine le statut de « membre observateur », avec 138 voies contre 9 et 46 abstentions.
Le 30 novembre 2012, le premier ministre israélien Benyamin Netanyahou annonce la construction de 3000 nouveaux foyers à Jérusalem-Est, dans la zone E-1,. L'Australie estime que cette construction « menace la solution à deux États ».
Le parti travailliste israélien soutient la solution à deux États, Isaac Herzog indique que c'est « dans les intérêts d'Israël ».

## La Cisjordanie dans la solution à deux États
L'illégalité des colonies israéliennes en Cisjordanie et à Jérusalem-Est est affirmée par des résolutions de l'ONU. Lors du retrait du Sinaï en 1982, et de celui de Gaza en 2005, certaines sont évacuées par l'armée israélienne. Plus de 50 compensations post-évacuation sont proposées pour les propriétés abandonnées.

## Opinion publique en Israël et en Palestine
De nombreux Israéliens et Palestiniens, ainsi que la Ligue arabe, acceptent la solution à deux États avec les « frontières de 1967 ». D'après un sondage de 2002 fait par la PIPA, 72 % des Palestiniens et Israéliens soutiennent la solution à deux États fondés sur les frontières de 1967, à condition que chaque partie soit coopérative. D'après un sondage Gallup, 70 % des Palestiniens de Cisjordanie, 48 % des Palestiniens la bande de Gaza et 52 % des Israéliens soutiennent « un État palestinien indépendant à côté de l'État d'Israël ».
L'opinion sur la solution à deux États varie selon la formulation de la question posée. Selon des journalistes israéliens, les Palestiniens ne sont pas prêts à accepter un État juif,. Un sondage du département d'État des États-Unis indique que « 78 % des Palestiniens et 74 % des Israéliens pensent qu'un accord de paix menant à deux États qui vivent côte-à-côte en bons voisins » est « essentiel ou souhaitable ».
Dans un sondage de 2007, trois quarts des Palestiniens sondés (de la bande de Gaza ou de Cisjordanie) approuvaient la solution à deux États ou l'État binational, 46 % préférant la solution à deux États et 26 % la solution d'un État binational. Le soutien est plus faible chez les jeunes Palestiniens ; la secrétaire d'État américaine Condoleezza Rice observe : « De plus en plus, les Palestiniens qui parlent d'une solution à deux États ont mon âge ».
Avant la guerre de Gaza de 2014, d'après un sondage du Washington Institute for Near East Policy, 60 % des Palestiniens disent que l'objectif de leur mouvement national devrait être « de travailler à la récupération de toute la Palestine historique du fleuve à la mer », contre 27 % qui approuvent l'idée qu'ils devraient travailler « pour mettre fin à l'occupation de la Cisjordanie et de Gaza et parvenir à une solution à deux États ». Selon WINEP, « c'est un nouveau constat par rapport aux questions similaires (mais pas identiques) posées dans le passé, lorsque le soutien pour une solution à deux États variait généralement entre 40 et 55 % ».
En 2021, un sondage réalisé par le Centre palestinien de recherche politique et d'enquête a révélé que seuls 39 % des Palestiniens soutenaient « le concept de la solution à deux États », tandis que 59 % ont déclaré le rejeter.
En décembre 2022, le soutien à une solution à deux États était de 33 % parmi les Palestiniens, soit 67% de Palestiniens contre une solution à deux États.
Dans les sondages israéliens, la solution à deux États rencontre également un soutien majoritaire qui se dégrade. En 2014, un sondage d'Haaretz demande : « Considérez que dans le cadre d'un accord, la plupart des colons seront annexés à Israël, Jérusalem sera divisée, les réfugiés ne retourneront pas en Israël et il y aura un arrangement de sécurité strict, soutiendriez-vous cet accord ? ». 35 % des Israéliens répondent oui.
En 2025, 63 % des Israéliens de confession juive se déclarent opposés au « principe de la création d’un État palestinien indépendant et démilitarisé » selon The Israel Democracy Institute.

## Alternatives

### État binational
Des propositions comme l'octroi de la citoyenneté palestinienne ou le permis de résidence aux colons juifs, en échange de la suppression des installations militaires israéliennes de Cisjordanie, sont soumises par Arafat, Ibrahim Sarsur, et Ahmed Qurei,,.
En avril 2010, le ministre israélien Moshe Ya'alon déclare : « tout comme les Arabes vivent en Israël, les Juifs devraient également pouvoir vivre en Palestine […] Si nous parlons de coexistence et de paix, pourquoi l'insistance [palestinienne] pour que le territoire qu'ils reçoivent soit nettoyé ethniquement des Juifs ? ».
L'idée est exprimée à la fois par des partisans de la solution à deux États et par ceux des colons et courants conservateurs et fondamentalistes dans le judaïsme israélien, qui, en s'opposant à tout retrait, sont plus attachés à la terre d'Israël qu'à l'État d'Israël.

### Solution à trois États
Sans reconnaître la Palestine, cette alternative propose, d'après The New York Times, l'attribution de la Cisjordanie à la Jordanie et de la bande de Gaza à l'Égypte.